# Obsessions torrides
Pour plus de détails, voir Fiche technique et Distribution.
Obsessions torrides (Going All the Way) est une comédie dramatique américaine de Mark Pellington, sorti en 1997.

## Fiche technique
- Titre original : Going All the Way
- Titre français : Obsessions torrides
- Réalisation : Mark Pellington
- Scénario : Dan Wakefield
- Production : Tom Gorai, Sigurjón Sighvatsson et Tom Rosenberg
- Musique : tomandandy
- Photographie : Bobby Bukowski
- Montage : Leo Trombetta
- Société de distribution : PolyGram Filmed Entertainment
- Pays de production :  États-Unis
- Langue : Anglais
- Format : Couleur - 35 mm
- Genre : Comédie dramatique
- Durée : 103 minutes
- Dates de sortie :
  - États-Unis : 19 septembre 1997
  - France : 1998

## Distribution
- Jeremy Davies : Williard "Sonny" Burns
- Ben Affleck : Tom "Gunner" Casselman
- Amy Locane : Buddy Porter
- Rachel Weisz : Marty Pilcher
- Rose McGowan : Gale Ann Thayer
- Jill Clayburgh : Alma
- Lesley Ann Warren : Nina